# Clarksville, Tennessee
Clarksville är en stad (city) i Montgomery County i delstaten Tennessee i USA. Staden hade 166 722 invånare, på en yta av 259,26 km² (2020). Clarksville är administrativ huvudort (county seat) i Montgomery County.
Fort Campbell är delvis belägen i Clarkvilles norra del.

## Kända personer från Clarksville
- Wilma Rudolph, friidrottare
- Evelyn Scott, författare